# Murina florium
Murina florium је врста слепог миша из породице вечерњака (лат. Vespertilionidae). 

## Распрострањење
Врста има станиште у Аустралији, Индонезији и Папуи Новој Гвинеји.

## Станиште
Врста Murina florium има станиште на копну.
Врста је по висини распрострањена до 2.800 метара надморске висине. 

## Угроженост
Ова врста није угрожена, и наведена је као последња брига јер има широко распрострањење.

### Популациони тренд
Популациони тренд је за ову врсту непознат.